# 심재원 (축구인)
심재원(沈載源, 1977년 3월 11일 ~ )은 대한민국의 축구 선수로서 포지션은 센터백, 풀백이다. 현재 KNN 축구 해설 위원이다.

## 클럽 경력
심재원은 2000년 부산 아이콘스에 입단하고 좋은 활약을 보이며 2000년 AFC 아시안컵 국가대표에 발탁되었다. 그 해 열린 2000년 시드니 올림픽에 국가대표로 출전하였다. 심재원은 2001년 독일 아인트라흐트 프랑크푸르트에 입단하여 초반에는 좋은 활약을 했지만, 2002년 월드컵을 앞두고 저조한 활약을 보였고, 월드컵 국가대표팀에서 탈락하는 아픔을 겪었다.

## 국가대표팀 경력
심재원은 1997년 FIFA U-20 월드컵과 1998년 아시안 게임에 출전했다. 